# 新镇镇 (文安县)
新镇镇，是中华人民共和国河北省廊坊市文安县下辖的一个乡镇级行政单位。

## 行政区划
新镇镇下辖以下地区：
新镇二村、北村、西洋町村、南舍兴村、北舍兴村、西庄头村、新镇三村、新镇四村、东街村、西街村、北街村、王园子村、田各庄村、王庄子村、鹿町村、辛村、卢阜庄村、口头村、太保庄村、周庄子村、东代庄村、西代庄村、鲁庄子村和孔家务村。